# Roman Rittweger
Roman Franz Alexander Rittweger (* 6. Dezember 1879 in Thorn; † 6. August 1938 in Innsbruck) war ein deutscher Jurist, Verwaltungsbeamter und Politiker (SPD).

## Leben
Roman Rittweger wurde als Sohn eines Kaufmanns in Thorn geboren. Nach dem Schulbesuch absolvierte er ein Studium der Rechts- und Staatswissenschaften an der Ludwig-Maximilians-Universität München, das er mit beiden juristischen Staatsexamen beendete. 1904 promovierte er an der Universität Leipzig zum Dr. jur. (Dissertationsarbeit: Die besonderen Einwendungen des Schuldners gegen ein Schuldanerkenntnis im Sinne der §§ 781, 782 BGB, nach altem und neuen Recht). Er trat 1908 als Gerichtsassessor in den Justizdienst ein und war seit 1909 für die Kaiserliche Marine tätig. 1912 erhielt er die Ernennung zum Marinekriegsgerichtsrat. 1915/16 nahm er als Soldat am Ersten Weltkrieg teil. Von 1916 bis 1920 war er als Kriegsgerichtsrat bei der I. Marine-Inspektion und beim Führer der Ostsee-Minensuchverbände in Kiel tätig. Nach seinem Ausscheiden aus dem Militärdienst wirkte er kurzzeitig als Beamter beim Kieler Oberpräsidium, ehe er 1920 in den einstweiligen Ruhestand versetzt wurde.
Rittweger arbeitete seit 1921 als Regierungsrat bei der Regierung in Stettin, fungierte 1921/22 als Ministerialrat im Innenministerium des Freistaates Mecklenburg-Schwerin und war 1922 als Ministerialrat und Vortragender Rat im Innenministerium des Landes Thüringen tätig. 1923/24 wirkte er als Ministerialrat bzw. Ministerialdirektor und Abteilungsleiter im Thüringer Außenministerium. Nach seiner Versetzung in den Wartestand 1924 arbeitete Rittweger bis 1933 als Rechtsanwalt in Weimar. 1932 wurde er als Landesbeamter in den Ruhestand versetzt.
Roman Rittweger war mit Barbara Schubenzuba (gesch. Kyriazopoulos) verheiratet.

## Politik
Rittweger trat 1918 in die SPD ein und amtierte vom 19. Januar bis zum 7. April 1921 als Staatsminister der Justiz in der von Ministerpräsident Johannes Stelling geführten Regierung des Freistaates Mecklenburg-Schwerin. Nach der Flucht von Karl Korsch übernahm er vom 20. Dezember 1922 bis zum 11. September 1923 die Leitung des Justizministeriums im Land Thüringen.